# Сука-судьба
Сука-судьба (фр. Si tu voyais son coeur) — французский драматический фильм-триллер 2017 года, полнометражный режиссерский дебют Джоан Шемли с Гаэлем Гарсия Берналем, Мариной Вакт и Науэлем Пересом Бискаяртом в главных ролях. Мировая премьера фильма состоялась 10 сентября 2017 на Международном кинофестивале в Торонто, где лента участвовала в конкурсной программе. Основанный частично на романе Гильермо Росалеса «Пансионат».
Повествует о цыганском воре Даниэле, который скрывается от мстительного брата своего бывшего друга Костела (Науэль Перес Бискаярт), который считает, что Даниэль несёт ответственность за случайную смерть Костела.

## Сюжет
После несчастного случая, унесшего жизнь лучшего друга, у Даниеля не осталось желания жить. Чтобы иметь возможность платить за дешёвый отель, он устраивается на работу к местному криминальному боссу. Теперь выполнение грязной работы — его обязанность. Угрызения совести не терзали его, пока он не увидел Франсин. Очевидно, девушку держат здесь силой. Жизнь Даниеля приобретает смысл, он очень хочет спасти девушку. Но романтическим мечтам не место среди реалий преступного мира.

## Создание
Фильм снимался в Марселе в начале 2016 года. Режиссер ранее снял три короткометражных фильма: «Маршрут Мовез», «Доктор Наци» и «Человек с золотым мозгом» с Мариной Вакт в главной роли. Режиссер написал сценарий, в котором Гаэль Гарсиа Берналь играет Даниеля. Фильм сопровождается оригинальной музыкой композитора Габриэля Яреда.
Первый трейлер фильма был выпущен 12 сентября 2017 года.
Фильм был показан в кинотеатрах Франции 10 января 2018 года.

## В ролях
- Гаэль Гарсиа Берналь — Даниэль
- Марина Вакт — Франсин
- Науэль Перес Бискаярт — Костель
- Карим Леклу — Мишель
- Войцех Пшоняк — поляк